# Narses (fill de Peroz III)
Narses ((xinès): 泥涅师; pinyin: Nìnièshī) fou un general persoxinès estacionat a la guarnició militar Tang prop de Pèrsia. Era fill del príncep Peroz III i net d'Isdigerdes III, el darrer rei sassànida de Pèrsia.
Va viure a l'àrea de les regions Occidentals de la Xina amb molts membres de la família imperial Sassànida que havia fugit de Pèrsia després de la conquesta àrab. Va morir a la Xina.